# Vuursteenmijnen van Rijckholt
De vuursteenmijnen van Rijckholt of Groot Atelier is een complex van mijnen in Rijckholt (Nederlands Limburg), waar in het neolithicum vuursteen werd gewonnen, dat was omstreeks 3950 v.Chr. en 2650 v.Chr. De vuursteen werd gebruikt om wapens en gebruiksvoorwerpen van te maken, de gebruikelijke benaming in de archeologie is maasvuursteen . De vuursteenmijnen zijn de oudste bekende vorm van mijnbouw in Nederland. De vuursteenmijnen liggen in het Savelsbos aan de rand van het Plateau van Margraten. Even noordelijker liggen de Schone Grub met de vuursteenmijntjes Schone Grub, Abri van Rijckholt en de Henkeput.  De mijnen werden in 1881 door Marcel De Puydt (1855–1940) ontdekt, er vonden archeologische opgravingen plaats vanaf 1923. Het onderzoek aan deze mijnen is een goed voorbeeld van mijnbouwarcheologie.
De vuursteenmijnen gelden als archeologisch wereldmonument, als geologisch monument en kunnen bezocht worden, ze staan geregistreerd als rijksmonument. Het beheer van de mijnen is in handen van de Van Schaïkstichting.

## Gebruik

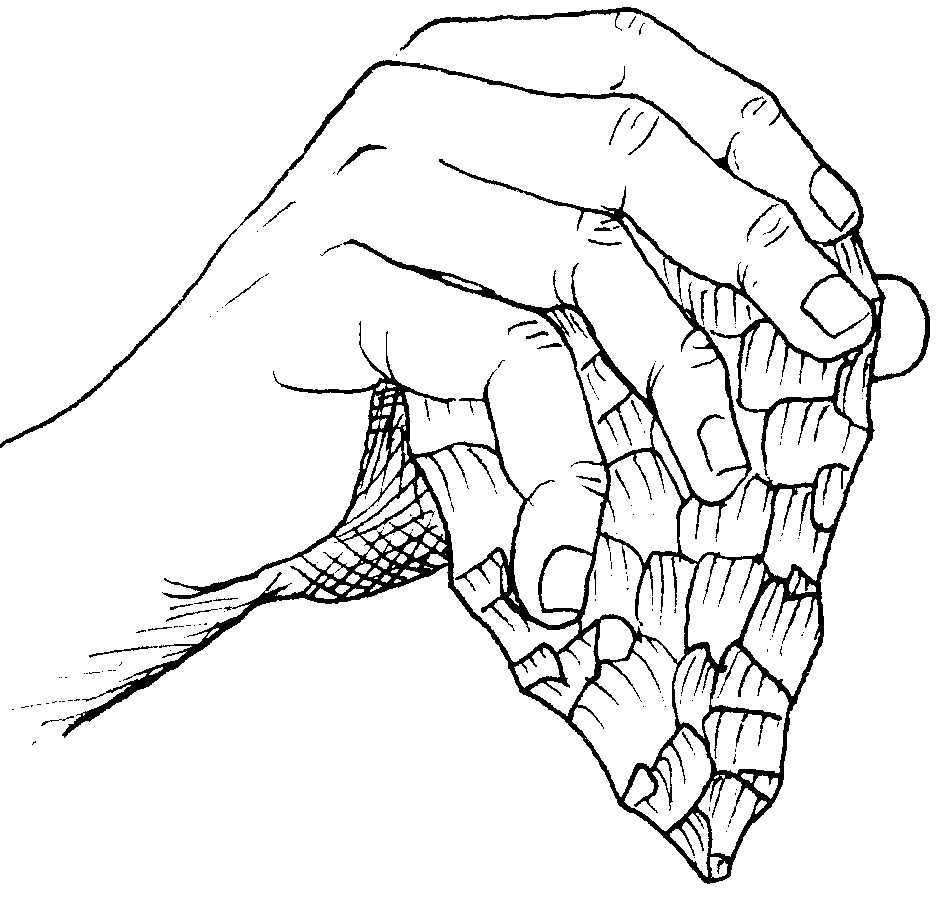
Gebruik vuistbijll

Het oudste vuurstenen werktuig dat is gevonden is ongeveer 200.000 jaar oud en is gemaakt van zwerfkei-vuursteen. Waar deze zwerfkeien precies vandaan komen is niet bekend, maar ze zijn verplaatst door schuivende ijsvelden in het IJstijdvak. Deze vuursteen is van mindere kwaliteit dan het vuursteen uit Rijckholt. De vuursteen werd geëxporteerd, meestal in de vorm van een halffabricaat (ruwe vuursteenknol of ruwe bijl). De verdere afwerking werd door de gebruiker zelf gedaan. Dit valt af te leiden uit het afval dat in en bij de mijnen gevonden is.
De vuursteen werd gebruikt voor het maken van schrabbers, pijlpunten, bijlen, vuistbijlen en klingen. Van deze voorwerpen spreekt de vuistbijl qua vorm wellicht weinig tot de verbeelding maar in gebruik overtrof het al het andere gereedschap. het was het zakmes van het neolithicum,  De vuistbijl is een groot scherp mes dat waarschijnlijk gebruikt werd voor het villen en ontleden van dieren. Ook is uit archeologische vondsten af te leiden dat vuursteengereedschap werd gebruikt voor het delven van mijnstoffen.

## Delving

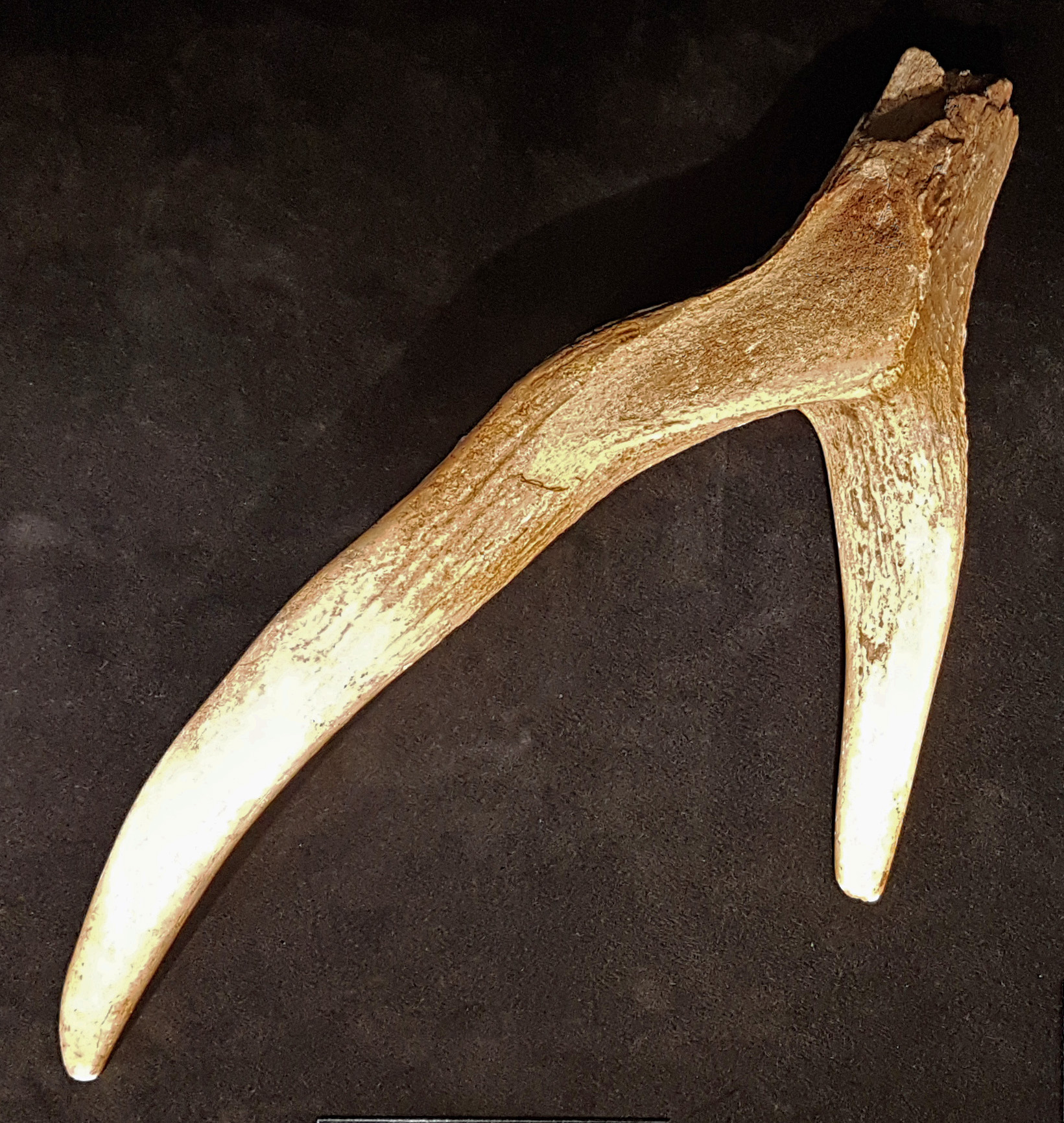
Hakbijl gemaakt van hertengewei, gevonden in de vuursteenmijn Rijckholt, ca 3150 v.Chr

De vuursteen uit Rijckholt werd tussen ongeveer 4600 en 2000 v.Chr. gewonnen. In het begin werd de vuursteen uit de hellingen van de Schoone Grub gehaald. Omstreeks 4000 v.Chr. waren deze hellingen uitgeput. De mensen gingen toen over tot het graven van ondergrondse mijnen met schachten van 5 tot 12 meter diepte. De mijnen liggen dicht bij elkaar omdat men afhankelijk was van het licht dat van boven door de schachten naar binnen viel. Een mijn was na twee tot drie jaar uitgeput, waarna er een nieuwe gegraven moest worden. In het onderzochte gebied (3000 m²) zijn zeker 75 mijnschachten gevonden. Naar schatting zijn er in totaal 2000 geweest. De mijngangen waren ongeveer 80 centimeter hoog en niet meer gebruikte gangen werden weer opgevuld met de overtollige kalksteen. Bepaalde gangen werden niet opgevuld en hebben zodoende als vluchtgang gediend voor de veiligheid. Tussen twee mijnvelden werd ook vaak een venster open gelaten, een niet begaanbare verbinding met de naastgelegen mijngang.
De totale productie van Rijckholt-vuursteen gedurende de levensduur van de mijnen wordt geschat op tussen de 19.500 en 23.000 ton. Van de vuursteen werden voornamelijk messen, grote schrapers en voorproducten voor bijlbladen gemaakt. Er wordt mee gerekend dat er ongeveer 25.000 messen of bijlen per jaar werden vervaardigd, wat neerkomt op 12,5 miljoen vuursteenproducten gedurende de gebruiksperiode. Archeologen hebben enkele schachten in het mijngebied uitgegraven en onderling verbonden met horizontale tunnels.
De vuursteen werd gebruikt als handelsmiddel. Het exportgebied van deze mijnen strekte zich over honderden kilometers uit: van de Rijndelta en Münster in het noorden tot Frankfurt am Main en Mainz in het zuiden.
Pas door de ontdekking van het brons nam het belang van vuursteen af.

## Archeologisch onderzoek 1881-1953
In 1881 werden er aan de rand van het Savelsbos vuursteenmijnen ontdekt door de Belgische archeoloog Marcel de Puydt.
In 1887 ontdekte De Puydt nabij de bosrand een ovaal komvormig terrein met een oppervlakte van 54 bij 37 meter, waarbij met een dikte van een tot anderhalve meter de bodem bedekt was met stukken vuursteen. Dit waren stukken in de diverse stadia van vuursteenbewerking en de afgeslagen stukken vuursteen. Deze plek zou daarmee de locatie zijn geweest die diende als grote werkplaats in de vuursteen bewerking, waarbij men vroeger ruwe stukken vuursteen bewerkte om te komen tot bruikbare stukken vuursteen voor verschillende doeleinden. Zodoende kreeg het terrein de naam Grand Atelier De Puydt, oftewel het Groot Atelier van De Puydt. De Puydt deed tot 1914 samen met medewerkers onderzoek op het terrein.
In 1886 en 1887 werd door de burgemeester van Eijsden, Graaf René de Geloes, onderzoek op zijn terrein verricht, samen met onder andere de latere hoogleraar Dr. Dubois en de geoloog Casimir Ubaghs uit Maastricht. Door Dubois werd er van het gebied een gedetailleerde kaart getekend en de vondsten die de onderzoekers deden kwamen terecht in het Teylers Museum.
In de periode 1898-1923 onderzocht de professor aan de Universiteit te Luik, Jean Servais, het gebied. Zijn vondsten gingen samen met die van De Puydt naar het Luikse Curtiusmuseum.
In 1903 startte de Luikse hoogleraar J. Hamal-Nandrin met zijn onderzoek die meer dan 50 jaar zou gaan duren. Zijn vondsten kwamen terecht in het Koninklijk Belgisch Instituut voor Natuurwetenschappen. Zijn onderzoek richtte zich vooral op de Schone Grub (en de later door hem aldaar aangetroffen Vuursteenmijntjes Schone Grub). In 1910 ontdekte hij mijnschachten van vuursteenmijnbouw en in 1914 vond hij ondergrondse mijngangen, de Vuursteenmijntjes Schone Grub. In 1953 rondde hij zijn onderzoek af.
Vanaf 1923 deed Dr. van Giffen van de Universiteit van Groningen en Dr. van de Sleen onderzoek in het gebied. Dit vond door Van Giffen met name plaats rond de Schone Grub, door Van de Sleen rond het Groot Atelier en er werd een duidelijke situatiekaart getekend. In 1925 werd een mijngangenstelsel ontdekt aan de rand van het Groot Atelier.
In de periode 1928-1932 werd het onderzoek grootschalig aangepakt met hulp van de Franse paters Dominicanen, waarbij er veel schachten en galerijen vrijgemaakt werden. Er kwamen met dit onderzoek meer dan 100 hertshoornen werktuigen boven en ongeveer 1200 vuurstenen bijlen. De vondsten kwam deels terecht bij de Universiteit van Groningen, een deel in het Bonnefantenmuseum, een deel ging naar Frankrijk en een deel bleef in Rijckholt en ging verloren door gebrek aan interesse. Hierna was het gebied tot 1953 weer het terrein van Hamal-Nandrin.

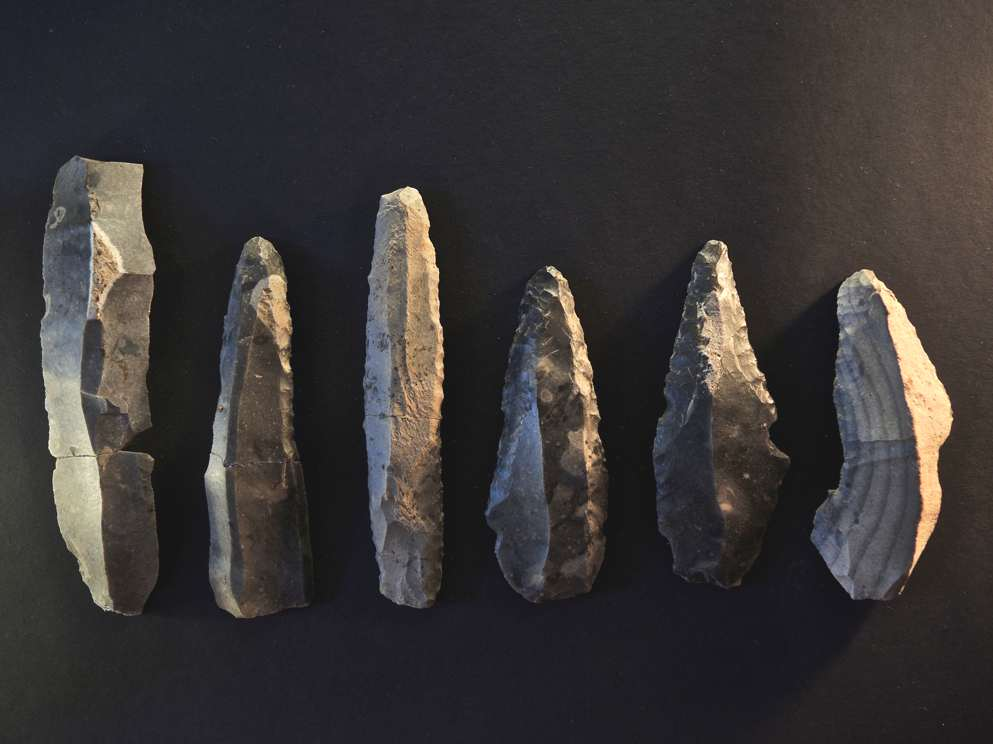
Steelgereedschap uit Rijckholtvuursteen, gevonden in Duisburg Selm

## Onderzoek vanaf 1964
In 1964 startte onder supervisie van professor Waterbolk van de Universiteit van Groningen een nieuw onderzoek waarbij er nog meer schachten blootgelegd werden, waaruit bleek dat het complex van vuursteenmijnen een veel groter gebied besloeg dan tot dan toe gedacht. De Nederlandse Geologische Vereniging richtte dat een werkgroep op om samen met Waterbolk het onderzoek voort te zetten. Onder leiding van Werner Felder werd er door de werkgroep, onder andere bestaande uit Sjeuf Felder en Peter Bosch, van 1964 tot 1972 wekelijks onderzoek gedaan, waaruit meer dan 15.000 vondsten van bijlen, hakken en meer voortkwamen die overgedragen werden aan het Limburgs Bodemarchief.
De werkgroep legde ook een tunnel aan dwars door het gebied van de vuursteenmijnen, de galerij. De opgravingen kwamen op 31 mei 1972 ten einde en men had toen een gang uitgegraven van 140 meter lang.
Als gevolg van de opgravingen van de vuursteenmijnen werd in 1969 door de Nederlandse Geologische Vereniging Afdeling Limburg het eerste Internationaal Vuursteensymposium georganiseerd.
In 1979 vond tijdens het Derde Internationaal Vuursteensymposium de overdracht plaats van de geconserveerde vuursteenmijnen aan het Ministerie van Cultuur, Recreatie en Maatschappelijk Werk en Staatsbosbeheer kreeg het beheer.
Vanaf 1988 zijn de vuursteenmijnen voor groter publiek te bezoeken en werd dit door de Werkgroep voor het Onderzoek van Prehistorische Vuursteenmijnen van de Nederlandse Geologische Vereniging Afdeling Limburg. In 1993 werd het eindrapport, bestaande uit 39 deelrapporten, gepubliceerd over de vuursteenmijnen.

### Verbouwing
Van april 2021 tot en met mei 2023 werd de vuursteenmijn verbouwd. Daarbij zijn er vier nieuwe zijgangen aangelegd door ingestort gebied die toegang geven tot prehistorische gangenstelsels dieper weg van de hoofdgang. In Rijckholt zelf is in 2023 het Regionaal Informatiecentrum ‘Mijn Rijckholt’ geopend.

## Geologie
De bodem van het gebied van de vuursteenmijnen wordt boven op het plateau bedekt met een laag löss uit het Laagpakket van Schimmert. Onder deze lösslaag bevindt zich een laag Maasgrind en -zand die hier door de Westmaas zijn afgezet en wordt gerekend tot het Laagpakket van St. Geertruid. Daaronder liggen achtereenvolgens de kalksteenpakketten van de Formatie van Gulpen met de Kalksteen van Lanaye, de Kalksteen van Lixhe, de Kalksteen van Vijlen en de Kalksteen van Zeven Wegen, gevolgd door de daaronder gelegen Formatie van Vaals.
De vuursteenmijnen van Rijckholt zijn net als de Abri van Rijckholt en de Henkeput uitgehouwen in de Kalksteen van Lanaye. In deze kalksteen bevinden zich 23 verschillende vuursteenlagen. In de vuursteenmijnen is steeds één enkele laag ontgonnen, namelijke laag nummer 10. In de wanden van de mijnen zijn zwarte vuursteenknollen te zien.
In het onderzochte kalksteenpakket bevinden zich vele geologische orgelpijpen die opgevuld zijn met het materiaal van de bovenliggende aardlagen, een mengsel van zand, grof grind en löss.

### Ontstaan
In de tijd dat de grote krijtpaketten zijn ontstaan is nog niet meteen de vuursteen ontstaan. Het is waarschijnlijker dat dit in het Mioceen is gebeurd, zo'n 43 miljoen jaar later.
Vuursteen is gekristalliseerde siliciumdioxide (SiO2), dat is uitgekristalliseerd in gangen en holtes in de toen nog zachte krijtmassa op de bodem van een zee. Deze holtes zijn waarschijnlijk gegraven door kreeftachtigen en mosselen. Hoe siliciumdioxide precies heeft kunnen kristalliseren is nog niet duidelijk.

## Afbeeldingen

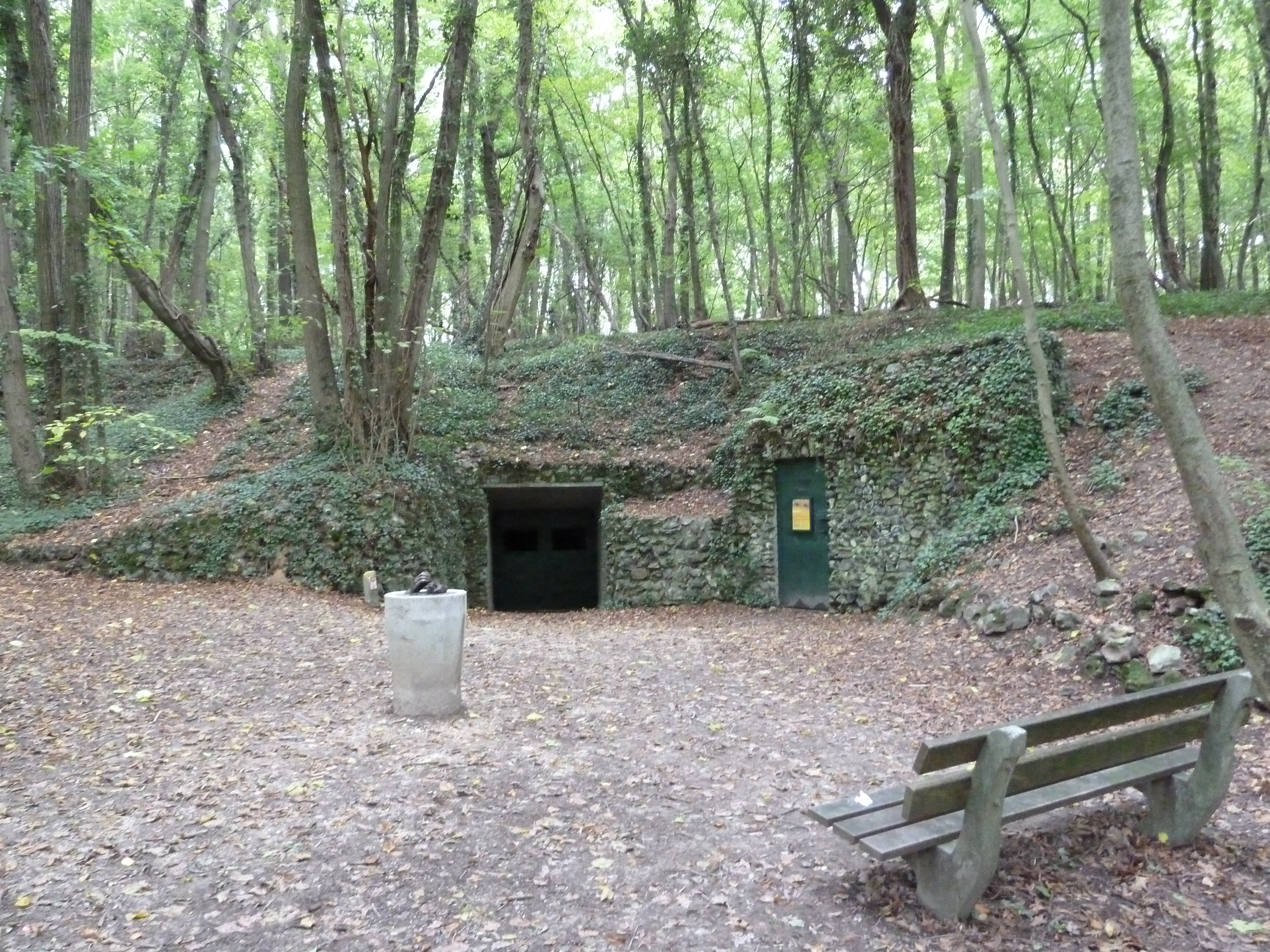
Ingang vuursteenmijn
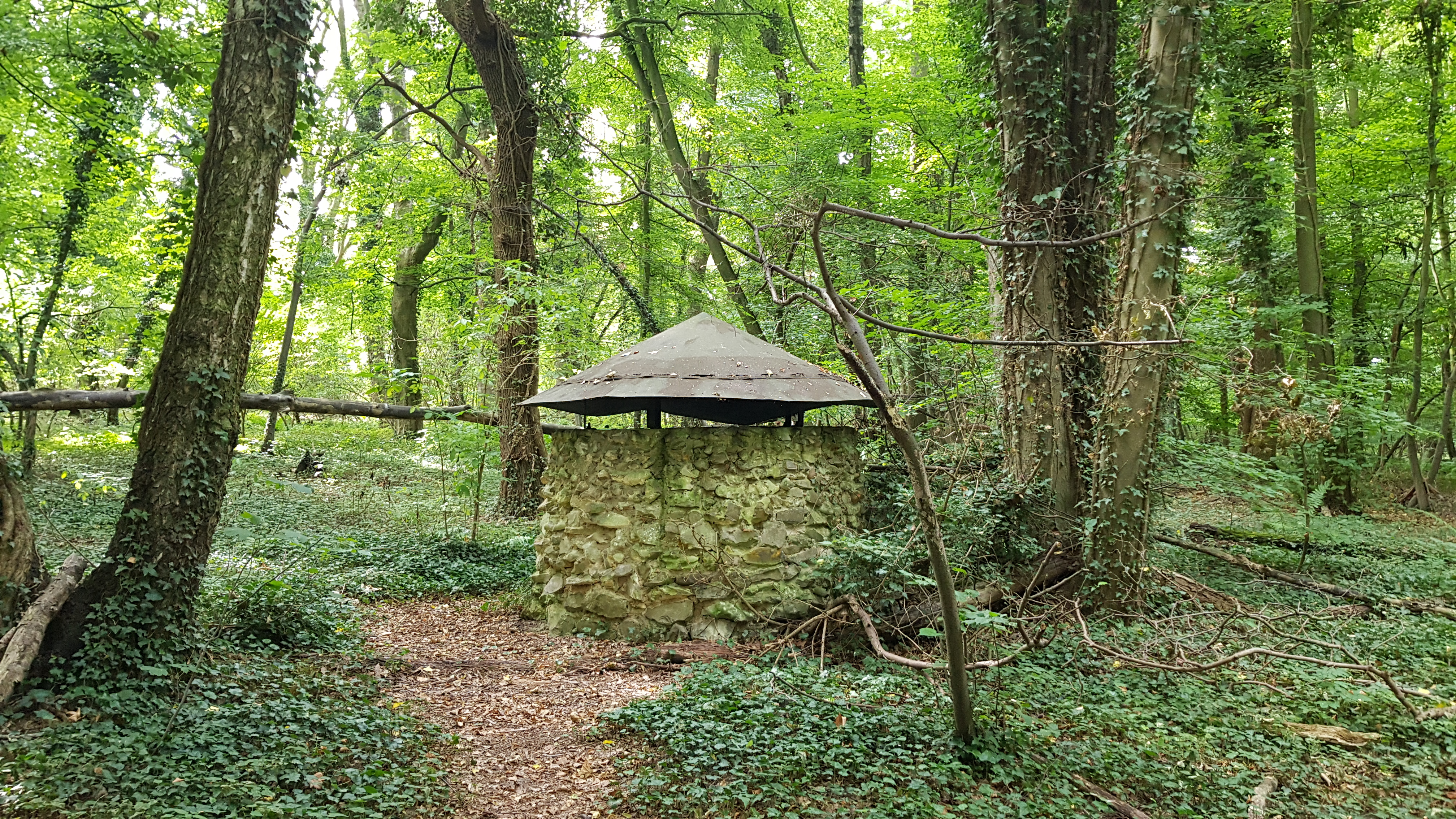
Luchtkoker
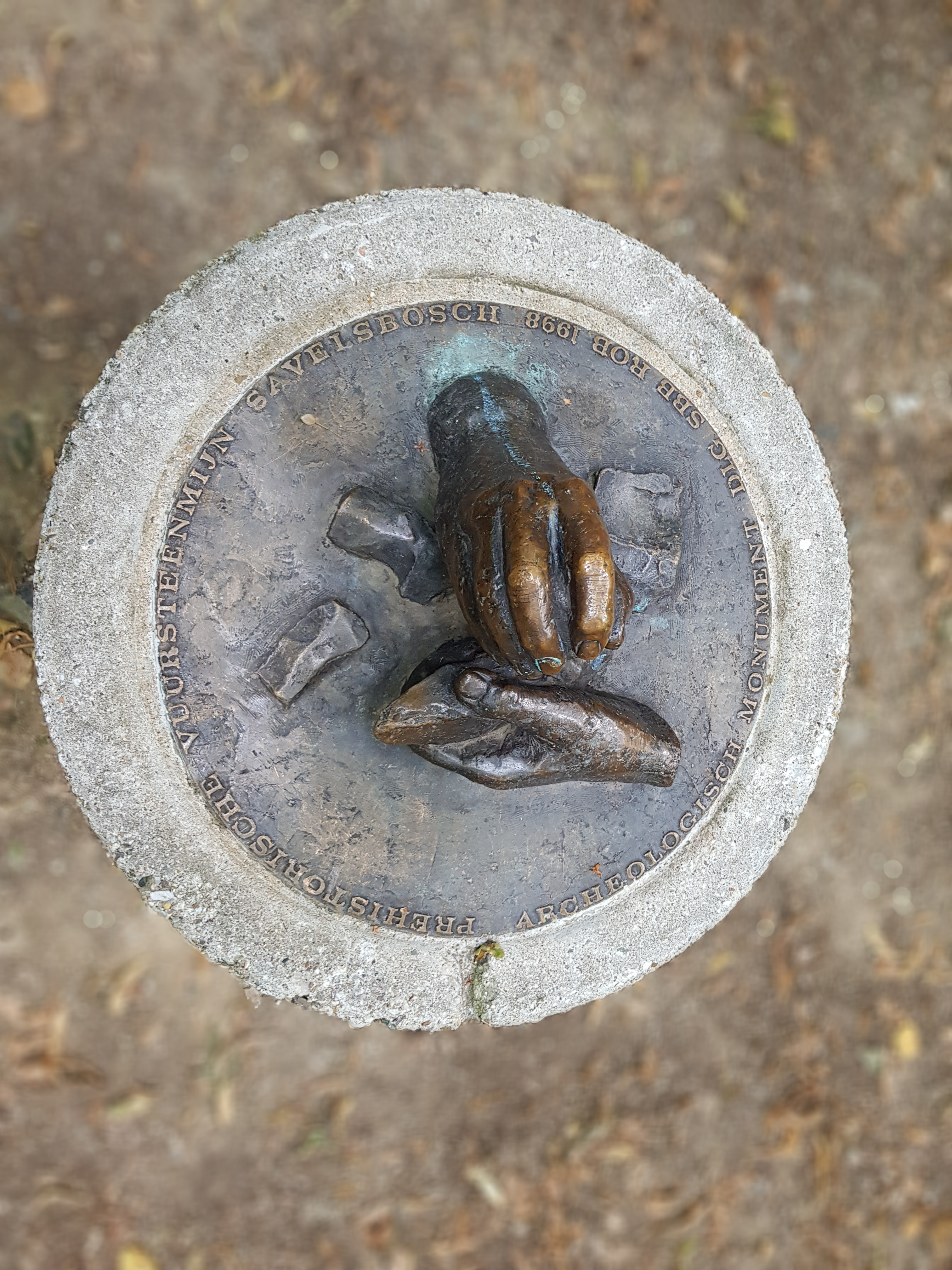
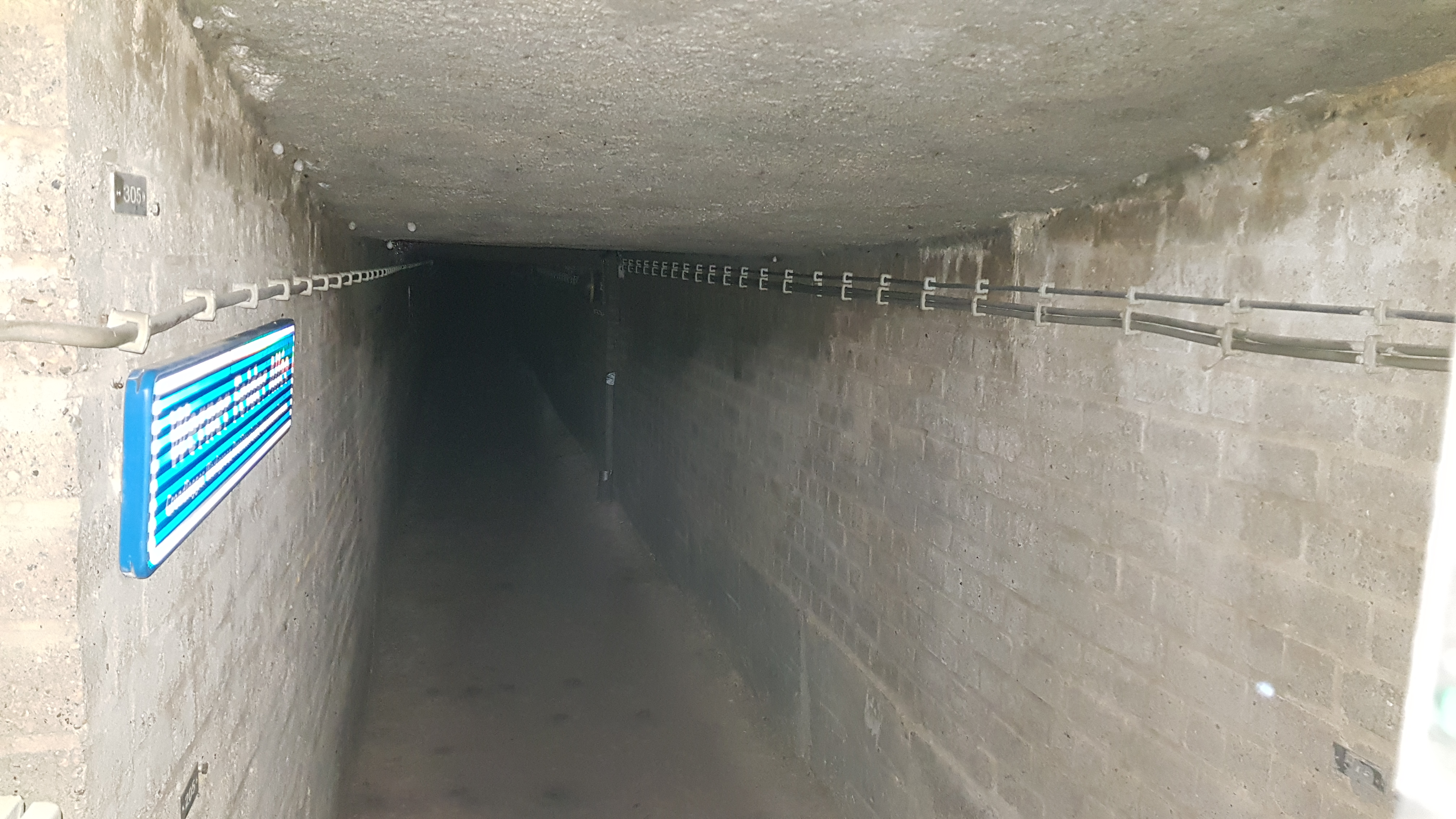
De eerste meters binnen